# Satyrium mechowii
Satyrium mechowii är en orkidéart som beskrevs av Heinrich Gustav Reichenbach. Satyrium mechowii ingår i släktet Satyrium och familjen orkidéer. Inga underarter finns listade i Catalogue of Life.